# تشرونه پوریتشی
تشرونه پوریتشی (به چکی: Červené Poříčí) یک منطقهٔ مسکونی در جمهوری چک است که در ناحیه کلاتووی واقع شده‌است. تشرونه پوریتشی ۴٫۸۳ کیلومتر مربع مساحت و ۲۳۲ نفر جمعیت دارد و ۳۷۲ متر بالاتر از سطح دریا واقع شده‌است.